# Турач капський
Тура́ч капський (Pternistis capensis) — вид куроподібних птахів родини фазанових (Phasianidae). Мешкає в Південно-Африканській Республіці і Намібії.

## Опис

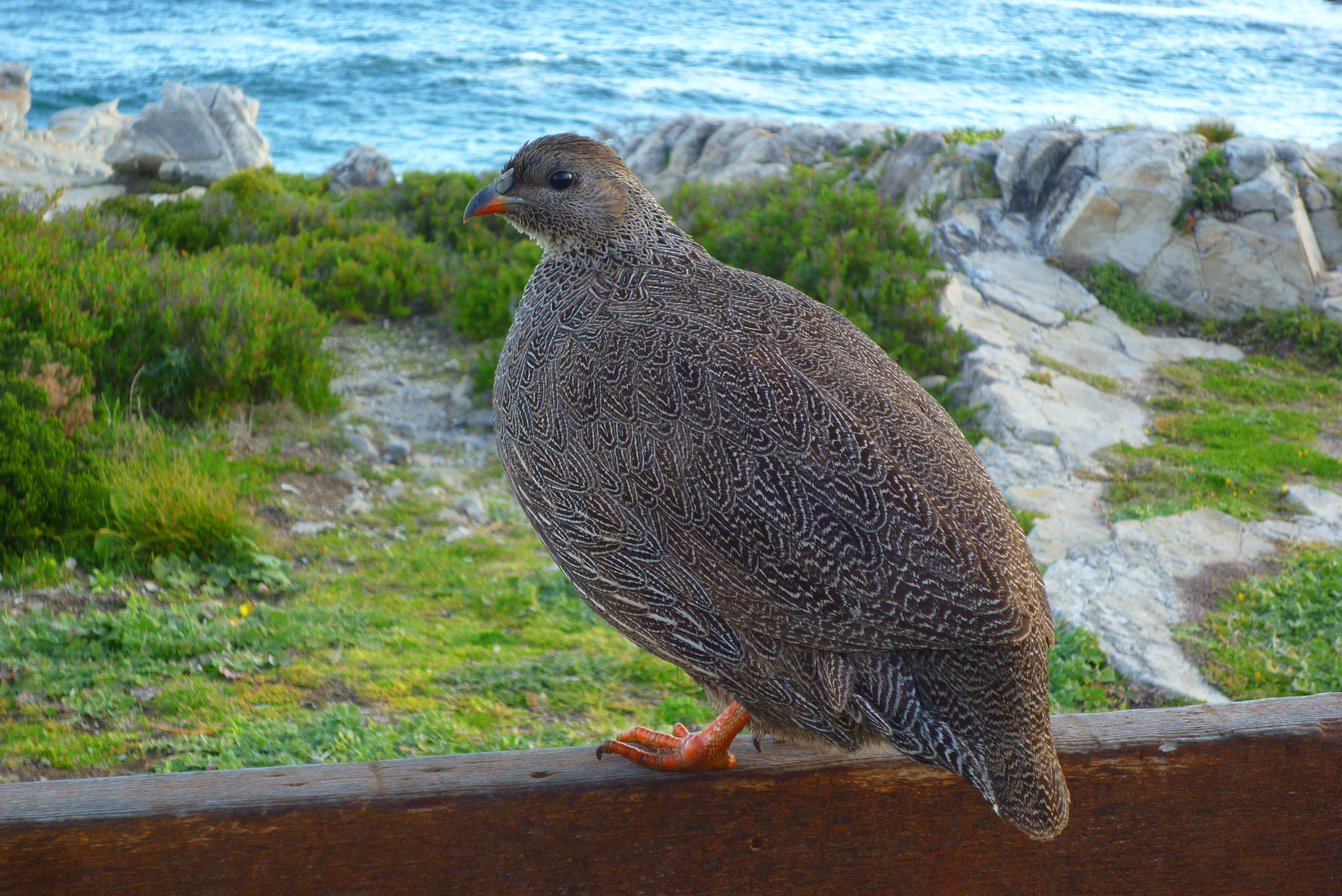
Капський турач

Довжина самців становить 40-43 см, самці важать 600–915 г, самиці 435–659 г. Забарвлення переважно пістряве, темно-сіре, поцятковане білими плямками та білими і охристими смужками. Тім'я, потилиця і скроні сірувато-бурі, смужки на них майже повністю відсутні. Горло і шия білуваті, поцятковані тонкими темними смужками, на грудях вони переходять у плямки. Дзьоб коричневий, знизу біля основи оранжево-червоний. Очі карі, лапи тьмяно-жовті або червонувато-оранжеві. У самиць шпора відсутня або коротка, у самців їх може бути дві.

## Поширення і екологія
Червонодзьобі турачі мешкають на заході і південному заході Південно-Африканської Республіки, а також в долині Оранжевої річки на кордоні ПАР і Намібії та у нижній течії Фіш-Рівер. Вони живуть на посушливих плато кару і велд, в заростях на берегах річок та на морських узбережжях, а також на плантаціях, в парках і садах, уникають густих заростей фінбошу та скелястих, кам'янистих пустищ. Зустрічаються парами або сімейними зграйками. Живляться цибулинами, бульбами, пагонами, насінням, зерном і ягодами, а також дрібними комахами і равликами. Червонодзьобі турачі є моногамними птахами. Сезон розмноження у них триває з липня по лютий, з піком у вересні-жовтні. В кладці 6-8 яєць.